# 강원특별자치도자연환경연구공원
강원특별자치도자연환경연구공원(江原道自然環境硏究公園)은 지방자치법 제114조에 따라 자연환경연구공원의 관리, 자연환경생태 조사·연구·교육 등을 위해 설치된 강원특별자치도청 소속기관이다.

## 같이 보기
- 강원특별자치도청